# Championnats d'Europe de char à voile 1986
Navigation
1985 1987
Les 24e championnats d'Europe de char à voile 1986, organisés par le pays hôte sous l'égide de la fédération internationale du char à voile, se sont déroulés à Saint-Jean-de-Monts dans le département de la Vendée en France,.

## Podiums
| Épreuve  | Or                    | Argent               | Bronze           |
| Classe 2 | Jean-Claude Creton    | Henri Demuysere      | Serge Asseman    |
| Classe 3 | Hans Werner Eickstädt | Jan Vercammen        | Bertrand Lambert |
| Classe 5 | Mark White            | Christian Deffrennes | Jacky Diot       |

| Épreuve | Or             | Argent                | Bronze           |
| Femmes  | Haley Thompson | Caroline Saint Venant | Christine Touati |

## Tableau des médailles par nation
| Rang | Nation      | Or | Argent | Bronze | Total |
| ---- | ----------- | -- | ------ | ------ | ----- |
| 1    | France      | 1  | 1      | 2      | 4     |
| 1    | Allemagne   | 1  | -      | -      | 1     |
| 1    | Royaume-Uni | 1  | -      | -      | 1     |
| 4    | Belgique    | -  | 2      | 1      | 3     |

| Rang | Nation      | Or | Argent | Bronze | Total |
| ---- | ----------- | -- | ------ | ------ | ----- |
| 1    | Royaume-Uni | 1  | -      | -      | 1     |
| 2    | France      | -  | 1      | 1      | 2     |